# Return of The Sinner Tour
Return of The Sinner Tour bylo koncertní turné americko-britské metalové skupiny KK's Priest, které se konalo od března do srpna 2024 po klubech, divadlech  a festivalech po USA a Evropě.
Dne 15. prosince 2023 skupina oznámila turné po USA na svých stránkách. Hosty byly americká glammetalová skupina L.A. Guns a dívčí švýcarská metalová skupina Burning Witches. 
Dne 22. dubna 2024 skupina oznámila evropskou část turné. Hosté na některých vystoupeních byli Burning Witches, Xandria, Dieth a TAILGUNNER. 

## Hosté
- L.A. Guns (pouze americká část)
- Burning Witches (7.–24. března 2024, 12.–15. květen 2024)
- Xandria (pouze 16. a 19. květen 2024)
- Dieth (7. a 10. července 2024, 13. července 2024)
- TAILGUNNER (18.–23. srpna 2024)

## Seznam koncertů
| Datum             | Město           | Stát          | Místo                      |
| 1. část – USA     | 1. část – USA   | 1. část – USA | 1. část – USA              |
| ----------------- | --------------- | ------------- | -------------------------- |
| 7. března 2024    | Fort Lauderdale | USA           | Culture Room               |
| 8. března 2024    | Mount Dora      | USA           | Mount Dora Music Hall      |
| 9. března 2024    | Destin          | USA           | Club LA                    |
| 10. března 2024   | Atlanta         | USA           | Buckhead Theater           |
| 12. března 2024   | Baltimore       | USA           | Rams Head Live             |
| 13. března 2024   | Buffalo         | USA           | Riverworks                 |
| 15. března 2024   | Saint Charles   | USA           | Arcada Theater             |
| 16. března 2024   | Columbus        | USA           | King of Clubs              |
| 17. března 2024   | Pittsburgh      | USA           | Stage AE                   |
| 19. března 2024   | Newport         | USA           | Megacorp Pavilion          |
| 20. března 2024   | Cleveland       | USA           | Agora Theater              |
| 22. března 2024   | Sayreville      | USA           | Starland Ballroom          |
| 23. března 2024   | Patchogue       | USA           | Patchogue Theater          |
| 24. března 2024   | Glenside        | USA           | Keswick Theater            |
| 2. část – Evropa  |                 |               |                            |
| 11. května 2024   | Bomal           | Belgie        | Durbuy Rock Festival       |
| 12. května 2024   | Utrecht         | Nizozemsko    | Tivoli Vredenburg          |
| 14. května 2024   | Stuttgart       | Německo       | LKA Longhorn               |
| 15. května 2024   | Aschaffenburg   | Německo       | Colos-Saal                 |
| 16. května 2024   | Hamburk         | Německo       | Gruenspan                  |
| 18. května 2024   | Gelsenkirchen   | Německo       | Rock Hard Festival         |
| 19. května 2024   | Mnichov         | Německo       | Backstage Werk             |
| 15. června 2024   | Zamora          | Španělsko     | Z! Live Festival           |
| 5. července 2024  | Barcelona       | Španělsko     | Barcelona Rock Fest        |
| 7. července 2024  | Bilbao          | Španělsko     | Santana 27                 |
| 10. července 2024 | Pratteln        | Švýcarsko     | Z 7 Club                   |
| 12. července 2024 | Leoben          | Rakousko      | Area 53 Festival           |
| 13. července 2024 | Wroclaw         | Polsko        | Centrum Kocertowe A2       |
| 14. července 2024 | Vizovice        | Česko         | Masters of Rock            |
| 1. srpna 2024     | Wacken          | Německo       | Wacken Open Air            |
| 3. srpna 2024     | Szekesfehervar  | Maďarsko      | Fezen Festival             |
| 4. srpna 2024     | Râșnov          | Rumunsko      | Rockstadt Extreme Festival |
| 16. srpna 2024    | Carhaix         | Francie       | Motocultor Festival        |
| 18. srpna 2024    | Cardiff         | Wales         | Tramshed                   |
| 20. srpna 2024    | Belfast         | Severní Irsko | Limelight                  |
| 21. srpna 2024    | Dublin          | Irsko         | Academy Club               |
| 23. srpna 2024    | Newcastle       | Anglie        | NX Club                    |
| 24. srpna 2024    | Newark-on-Trent | Anglie        | Stonedead Festval          |